# 喬斯·溫登
約瑟夫·希爾·“喬斯”·溫登（1964年6月23日—），是一位美國作家、影劇導演及影劇監製，創造過不少膾炙人口的電視影集，諸如《捉鬼者巴菲》、《夜行天使》和《螢火蟲》，除此之外，還編寫過不少電影劇本及系列漫畫。
溫登畢業於英國，1987年取得美國衛斯理大學電影學位。
2020年中開始，多位包括《正義聯盟》雷·費雪及蓋兒·加朵在內的劇組人員，公開表示溫登對片場人員及演員行為不當，電影及電視公司等也開始進行內部調查並完成後續補救措施。2020年11月，HBO宣布公司已與溫登分道揚鑣。雖其負責人拒絕詳細說明原因，但承認未將溫登之名用於宣傳新劇《不朽者》，的確是不尋常的舉動。溫登至今尚未公開回應任何有關虐待的指控。

## 作品列表

### 电影
- 《殭屍終結者》（1992）-編劇

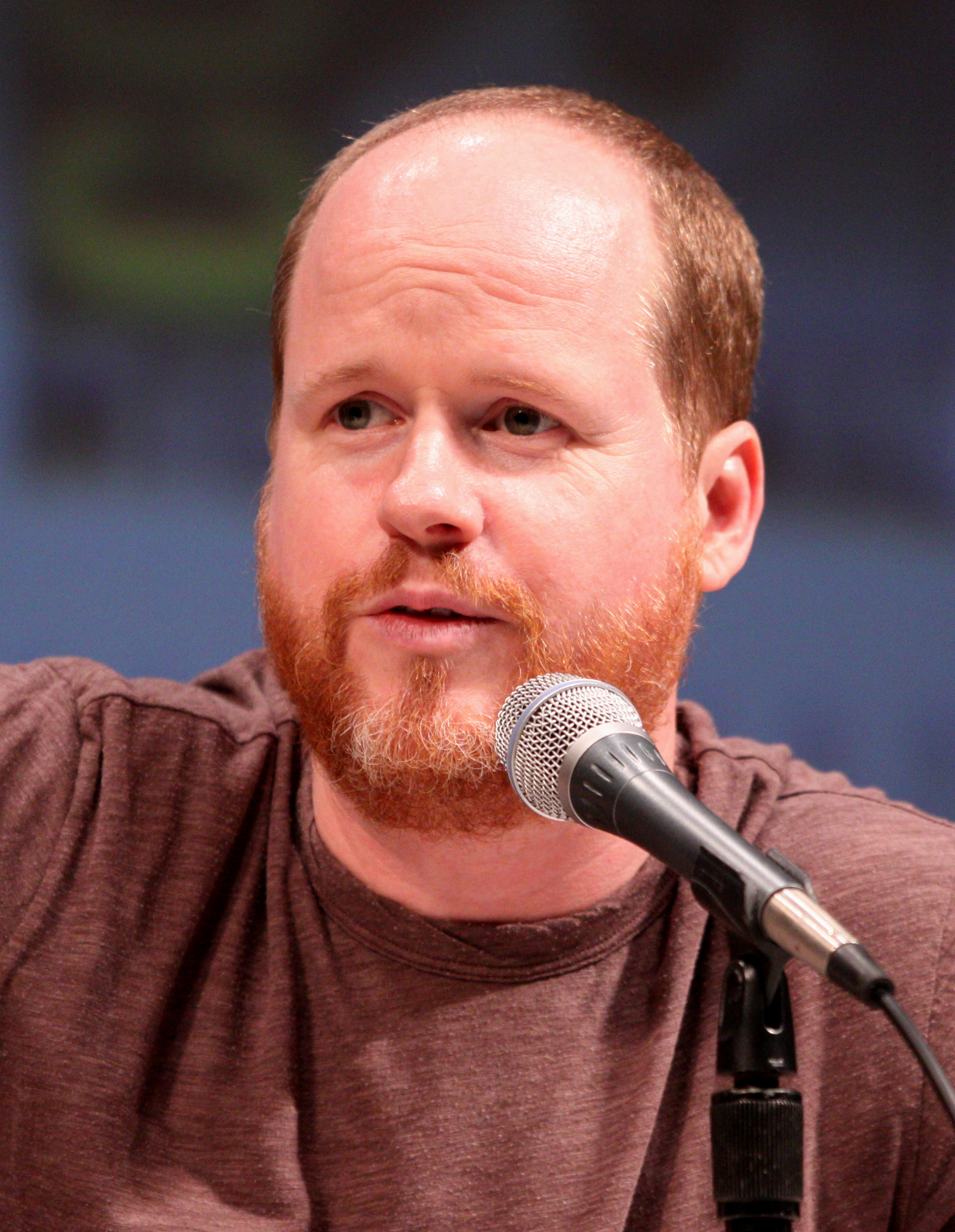
2010年7月

- 《生死时速》（1994）-聯合編劇（未掛名）
- 《玩具总动员》（1995）-聯合編劇
- 《异形4：浴火重生》（1997）-編劇
- 《泰坦A.E.》（2000）-聯合編劇
- 《衝出寧靜號》（2005）-編劇、導演
- 《屍營旅舍》（2012）-聯合編劇、監製
- 《復仇者聯盟》（2012）-編劇、導演
- 《無事生非（英语：Much Ado About Nothing (2012 film)）》（2012）-編劇、導演、監製
- 《在你眼中的世界》（2014）-編劇
- 《復仇者聯盟2：奧創紀元》（2015）-編劇、導演
- 《正義聯盟》（2017）-聯合編劇、代理導演（未掛名）

### 电视剧
- 《吸血鬼猎人巴菲》（1997-2003）-執行製片人、編劇、導演
- 《夜行天使》（1999-2004）-執行製片人、編劇、導演
- 《螢火蟲》（2002）-執行製片人、編劇、導演
- 《玩偶特工》（2009-2010）-執行製片人、編劇、導演
- 《神盾局特工》（2013-2020）-執行製片人、編劇、導演[3][4]
- 《不朽者》（2021-2023）-執行製片人、編劇、導演

### 網絡影片
- 《恐怖博士的歡唱博客（英语：Dr. Horrible's Sing-Along Blog）》（2008）-執行製片人、編劇、導演

### 漫畫
- 《弗蕾（英语：Fray (comics)）》
- 《Tales of the Slayers（英语：Tales of the Slayers）》
- 《Tales of the Vampires（英语：Tales of the Vampires）》
- 《寧靜號（英语：Serenity (comics)）》
  - 《眼前身後（英语：Serenity: Those Left Behind）》
  - 《更美好的日子（英语：Serenity: Better Days）》
- 《吸血鬼猎人巴菲（英语：Buffy the Vampire Slayer comics）》
  - 《第八季（英语：Buffy the Vampire Slayer Season Eight）》
  - 《第九季（英语：Buffy the Vampire Slayer Season Nine）》
  - 《第十季（英语：Buffy the Vampire Slayer Season Ten）》
  - 《第十一季（英语：Buffy the Vampire Slayer Season Eleven）》
- 《夜行天使（英语：List of Angel comics）》
  - 《墜落之後（英语：Angel: After the Fall）》
- 《驚世駭俗X戰警（英语：Astonishing X-Men）》
- 《離家童盟》
- 《Sugarshock!（英语：Sugarshock!）》

## 延伸阅读
- Havens, Candace (2003). Joss Whedon: The Genius behind Buffy. BenBella Books. ISBN 1-932100-00-8.
- Davidson, Joy, and Wilson, Leah, eds. (2007). The Psychology of Joss Whedon: An Unauthorized Exploration of Buffy, Angel, and Firefly. BenBella Books. ISBN 1-933771-25-9.
- Koontz, K. Dale (2008). Faith and Choice in the Works of Joss Whedon. McFarland. ISBN 978-0-7864-3476-3.
- Comeford, AmiJo and Burnett, Tamy (2010). The Literary Angel: Essays on Influences and Traditions Reflected in the Joss Whedon Series. McFarland. ISBN 978-0-7864-4661-2.
- Waggoner, Erin B. (2010). Sexual Rhetoric in the Works of Joss Whedon: New Essays. McFarland. ISBN 978-0-7864-4750-3.
- Espenson, Jane and Wilson, Leah, eds. (2010). Inside Joss' Dollhouse: Completely Unauthorized, from Alpha to Rossum. Smart Pop. ISBN 978-1935251989.
- Leonard, Kendra Preston, ed. (2010). Buffy, Ballads, and Bad Guys Who Sing: Music in the Worlds of Joss Whedon. Scarecrow Press. ISBN 978-0-8108-6945-5.
- Pascale, Amy (2014). Joss Whedon: The Biography. Chicago Review Press. ISBN 978-1613741047.
- Macnaughtan, Don (2018). The Whedonverse Catalog: A Complete Guide to Works in All Media. McFarland. ISBN 978-1476670591.

## 外部連結
- 喬斯·溫登在互联网电影资料库（IMDb）上的資料（英文）
- 網路推理小說資料庫上的Joss Whedon